# Pujŏn
Pujŏn (kor. 부전군, Pujŏn-gun) – powiat w Korei Północnej, w prowincji Hamgyŏng Południowy. W 2008 roku liczył 48 351 mieszkańców. Graniczy z powiatami Rangnim (prowincja Chagang) i Changjin od zachodu, Sinhŭng od południa, Kimjŏngsuk i Samsu (prowincja Ryanggang) od północy i P’ungsŏ oraz Kimhyŏnggwŏn od wschodu.

## Historia
Przed wyzwoleniem Korei spod okupacji japońskiej tereny należące do powiatu wchodziły w skład powiatów Sinhŭng i Changjin. W obecnej formie powstał w wyniku gruntownej reformy podziału administracyjnego w grudniu 1952 roku. W jego skład weszły wówczas tereny należące wcześniej do miejscowości Yŏnggo, Sangwŏnch'ŏn, Hawŏnch'ŏn i Tongsang (powiat Sinhŭng). Pierwotnie powiat Pujŏn składał się z jednego miasteczka (Pujŏn-ŭp) i 25 wsi (kor. ri). Po powstaniu prowincji Ryanggang w październiku 1954 roku powiat wszedł w jej skład, lecz w styczniu 1965 roku został ponownie przesunięty w granice prowincji Hamgyŏng Południowy.

## Podział administracyjny powiatu
W skład powiatu wchodzą następujące jednostki administracyjne:
| Nazwa jednostki administracyjnej | Rodzaj jednostki administracyjnej | Chosŏn'gŭl   | Hancha       |
| -------------------------------- | --------------------------------- | ------------ | ------------ |
| Pujŏn-ŭp                         | miasteczko                        | 부전읍       | 赴戰邑       |
| Ch'ail-rodongjagu                | dzielnica robotnicza              | 차일로동자구 | 遮日勞動者區 |
| Hoban-rodongjagu                 | dzielnica robotnicza              | 호반로동자구 | 湖伴勞動者區 |
| Paek’am-ri                       | wieś                              | 백암리       | 白岩里       |
| Munch'ŏn-ri                      | wieś                              | 문천리       | 文川里       |
| Ip'al-ri                         | wieś                              | 이팔리       | 二八里       |
| Mun'am-ri                        | wieś                              | 문암리       | 文岩里       |
| Kwangdae-ri                      | wieś                              | 광대리       | 廣大里       |
| Sŏnŭp-ri                         | wieś                              | 서늪리       | 서늪里       |
| Dongnŭp-ri                       | wieś                              | 동늪리       | 동늪里       |
| Handae-ri                        | wieś                              | 한대리       | 漢垈里       |
| Sansu-ri                         | wieś                              | 산수리       | 山水里       |
| Kaehwa-ri                        | wieś                              | 개화리       | 開花里       |
| Yŏun-ri                          | wieś                              | 여운리       | 如雲里       |
| Rŭnggu-ri                        | wieś                              | 릉구리       | 陵口里       |
| Angi-ri                          | wieś                              | 안기리       | 安基里       |
| Ŭnha-ri                          | wieś                              | 은하리       | 銀河里       |